# مارك لان (سياسي)
مارك لان (بالإنجليزية: Mark Lane)‏ هو كاتب ومنظر المؤامرة ومحامي وسياسي أمريكي، ولد في 24 فبراير 1927 في الولايات المتحدة، وتوفي في 10 مايو 2016 في نفس البلد بسبب نوبة قلبية. حزبياً، نشط في الحزب الديمقراطي. وقد انتخب عضو جمعية ولاية نيويورك.